# Georg Schickert
Georg Schickert (né le 9 septembre 1860 à Willenberg (de), arrondissement d'Ortelsbourg et mort le 14 juillet 1926 à Schöneiche bei Berlin) est un avocat administratif allemand et député du Reichstag en Prusse-Orientale.

## Biographie
Schickert étudie au lycée à Hohenstein. Diplômé du lycée, il s'inscrit d'abord à l'Université de Strasbourg, où il est temporairement renard dans le Corps Rhenania Straßburg. Il est transféré à l'université Albertus et devient membre du Corps Baltia Königsberg (de) en novembre 1880. Sans ruban, il est entré à l'Université de Leipzig et à l'Université Frédéric-Guillaume de Berlin. Il sert comme volontaire d'un an dans le 33e régiment de fusiliers à Gumbinnen et devient lieutenant dans la réserve. Il réussit le stage juridique en 1883 et quitte le service judiciaire de la Couronne de Prusse en 1885. À partir de 1885, il est stagiaire gouvernemental à Osterode. À cette époque, il devient porteur d'arc du corps à Baltia. En 1887, il vient à Aix-la-Chapelle en tant qu'évaluateur du gouvernement. En 1890, il devient provisoire, en 1891, il est finalement administrateur (de) de l'arrondissement de Niederung avec son siège officiel à Heinrichswalde (jusqu'en 1899); plus tard, il est également capitaine de digue. En 1900, il est allé à Wiesbaden en tant que membre du gouvernement. En 1901, il devient conseiller principal et vice-président du district de Gumbinnen. Pour le Parti conservateur allemand, il représente la 1re circonscription du Gumbinnen au Reichstag de 1903 à 1912. En 1906, il reçoit le Baltenband. Lorsqu'il démissionne de la fonction publique en 1907, il reçoit l'Ordre de la Couronne, 3e classe. De 1907 à 1922, il est directeur général de la Compagnie des pompiers de Prusse-Orientale à Königsberg . En tant que tel, il doit assumer des tâches pendant la Première Guerre mondiale liées à la reconstruction de la partie de la province de Prusse-Orientale qui est détruite par les Russes en 1914. Pour cela, il reçoit la croix de fer sur un ruban blanc. Il prend sa retraite à Schöneiche bei Berlin.

## Honneurs
- Ordre de l'Aigle rouge de 4e classe (27 janvier 1897) [4]
- Ordre royal de la Couronne de 3e classe
- Croix de fer sur ruban blanc